# Wilhelm Meyer-Lübke
Wilhelm Meyer-Lübke (født 30. januar 1861 i Dübendorf, død 4. november 1936 i Bonn) var en schweizisk romanist.
Meyer-Lübke studerede sammenlignende sprogvidenskab og romansk filologi i Zürich og Berlin, opholdt sig 1883—84 i Italien, holdt forelæsninger over vulgærlatin ved École des Hautes Études i Paris 1885—86, blev professor i Jena 1886, professor i Wien 1890 og overtog 1915 Diez' gamle lærestol i Bonn. Meyer-Lübke udgav en lang række studier over de mest forskellige spørgsmål inden for den romanske sprogvidenskab, som han på væsentlige punkter fornyede. Han dannede skole i Tyskland, og taknemmelige elever udgav festskrifter til hans ære. Hans hovedværker er Grammatik der romanischen Sprachen (1890—1902, fransk oversættelse 1890—1900) og Romanisches etymologisches Wörterbuch (1911—20). Desuden udgav han historiske grammatikker over fransk og italiensk og andre hjælpemidler til studiet af de romanske sprog, en lang række undersøgelser vedrørende lydenes og ordenes udvikling, ligesom han var en flittig medarbejder ved de vigtigste tidsskrifter for romansk filologi.